# Fort William Henry
Fort William Henry var en brittisk skans belägen södra änden av Lake George, där den nuvarande tätorten Lake George, New York, ligger. Den anlades av William Eyre på order av William Johnson, efter slaget vid Lake George. Skansen kapitulerade för Montcalm 1757 och förstördes av den franska styrkan.

## Strategisk placering

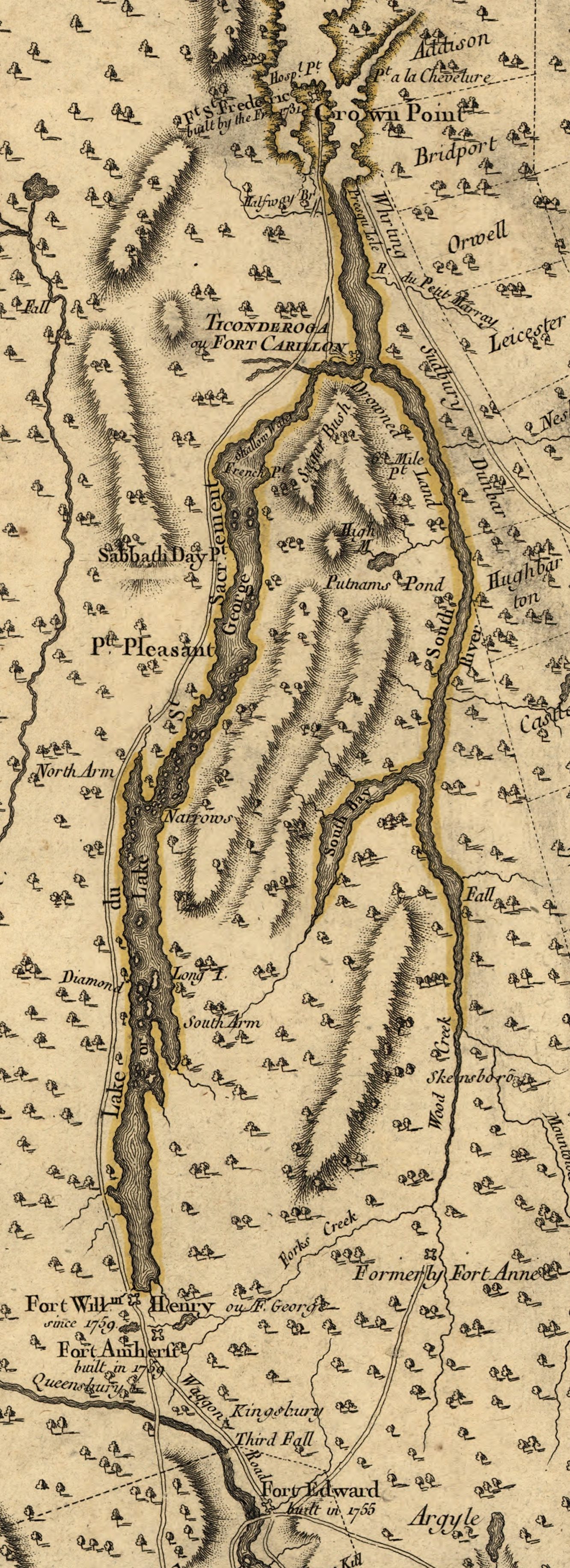
Karta som visar Fort William Henrys placering vid södra änden av Lake George.På kartan syns även militärvägen till Fort Edward. Vägen på västra sidan av sjön, byggdes efter fortets förstörelse.

Fort William Henry var nyckeln till försvaret av provinsen New York. Det kunde också fungera som en utgångspunkt för offensiva operationer mot Nya Frankrike. Slutligen hade det en lokal roll, som skydd för militärvägen mellan Fort Edward och Lake George. Denna militärväg var en vital länk i vattenvägen från Montréal till New York via Saint Lawrencefloden, Richelieufloden, Lake Champlain, Lake George och Hudsonfloden. Vattenvägen bildade en korridor genom vilken de franska och brittiska arméerna och deras indianska allierade rörde sig under de fransk-indianska krigen.

## Konstruktion
Fort William Henry var byggd som en skans med fyra bastioner. Avståndet mellan bastionerna var 133 meter. Kurtinerna var tre meter höga och 4,5 meter tjocka och bestod av jord, klädd med grova timmerstockar. Trots detta var de inte konstruerad för att motstå artillerield. Den norra kurtinen hade fronten mot sjön, de andra tre kurtinerna skyddades av en torr vallgrav. Kaserner och andra byggnader inne i skansen var byggda mot kurtinerna. Bastionerna och kurtinerna hade eldställningar för artilleri. Besättningen utgjordes av 450 man. I närheten av fortet låg ett stort befäst läger, där övriga förband i området var förlagda.

## Kapitulation
1757 kapitulerade Fort William Henry efter sex dagars belägring inför en överlägsen fransk styrka under general Louis-Joseph de Montcalm och hans indianska allierade. Efter kapitulationen förstörde de fortet.